# Radisson (condado de Sawyer, Wisconsin)
Radisson es un municipio del condado de Sawyer, Wisconsin, Estados Unidos. Tiene una población estimada, a mediados de 2021, de 442 habitantes.
La villa de Radisson está situada en el territorio municipal.

## Geografía
Está ubicado en las coordenadas 45°49′18″N 91°12′11″O / 45.82167, -91.20306 (45.821701, -91.203121). Según la Oficina del Censo de los Estados Unidos, tiene una superficie total de 194.46 km², de la cual 191.85 km² corresponden a tierra firme y 2.61 km² son agua.

## Demografía
Según el censo de 2020, en ese momento había 445 personas residiendo en la zona. La densidad de población era de 2.32 hab./km². El 84.45% de los habitantes eran blancos, el 0.67% eran afroamericanos, el 4.72% eran amerindios, el 1.80% eran de otras razas y el 8.31% eran de una mezcla de razas. Del total de la población, el 3.15% eran hispanos o latinos de cualquier raza.